# Sclerurinae
Sclerurinae es una subfamilia de aves paseriformes perteneciente a la familia Furnariidae, que incluye a dos géneros con alrededor de 18 especies. Son nativas de la América tropical (Neotrópico), donde se distribuyen desde el sur de México, por América Central y del Sur, hasta Tierra del Fuego en el extremo sur de Argentina y Chile. Incluye a los mineros y a los tirahojas.

## Etimología
El nombre de la subfamilia deriva del género tipo: Sclerurus Swainson, 1827, que etimológicamente se compone de las palabras del griego «σκληρος sklēros»: rígido, y «ουρα oura»: cola; significando «de cola rígida».

## Taxonomía
El Comité de Clasificación de Sudamérica (SACC) propuso y aprobó dividir a la familia Furnariidae en tres subfamilias: la presente, basal a todos los furnáridos, Dendrocolaptinae (los trepatroncos, frecuentemente separados en una familia propia) y Furnariinae; posteriormente se reorganizó la secuencia linear de géneros de acuerdo con los amplios estudios filogenéticos de Derryberry et al. (2011).
Otra alternativa, siguiendo al estudio de Ohlson et al. (2013), con base en diversos estudios genéticos anteriores, sería dividir a la familia Furnariidae en tres familias: Scleruridae,  Dendrocolaptidae, y la propia Furnariidae.
El Comité Brasileño de Registros Ornitológicos (CBRO) adopta el concepto de familia Scleruridae a partir de la Lista comentada de las aves de Brasil 2015, así como también la clasificación Avibase.

## Géneros
Según el ordenamiento propuesto la presente subfamilia agrupa a los siguientes géneros:
- Geositta, los mineros,
- Sclerurus, los tirahojas.